# Karim Zaghib
Karim Zaghib (né en 1963) est un électro-chimiste et scientifique des matériaux algéro-canadien connu pour ses contributions au domaine du stockage et de la conversion d'énergie. Il est actuellement professeur de génie chimique et des matériaux à l'Université Concordia. En tant qu'ancien directeur de la recherche à Hydro-Québec, il a contribué à faire de cette entreprise la première entreprise au monde à utiliser le phosphate de fer et de lithium dans les cathodes et à développer des anodes en graphite naturel et en nanotitanate.

## Naissance et éducation
Karim Zaghib est né à Constantine et a grandi à Sétif, en Algérie. Il obtient un DEA en 1987 et un doctorat en électrochimie sur le thème de l'analyse de la cinétique de cémentation du cuivre par le zinc en milieu sulfate, sous la direction de la professeure Bernadette Nguyen en 1990 à l'Institut polytechnique de Grenoble, et d'une habilitation en physique de l'université Pierre-et-Marie-Curie (Paris VI) en 2002.

## Carrière
De 1990 à 1992, Karim Zaghib a été chercheur postdoctoral au CNRS et chez Saft, étudiant la lithiation chimique du graphite et des fibres de carbone. De 1992 à 1995, il a été chercheur invité, travaillant sur les batteries au lithium-ion pour le ministère du Commerce international et de l'Industrie du Japon à l'Institut national de recherche d'Osaka. À la suite de ses recherches au Japon, il rejoint en 1995 l'Institut de recherche d'Hydro-Québec où il a joué un rôle clé dans l'introduction de la technologie Li-ion au sein de l'entreprise. Il est promu directeur de la division du stockage et de la conversion de l'énergie d'Hydro-Québec en 2007. En 2017, il a fondé le centre d'excellence en électrification des transports et stockage de l'Énergie d'Hydro-Québec. En 2014, Karim Zaghib a co-fondé Esstalion Technologies, une joint-venture entre Sony et Hydro-Québec qui visait à rechercher et développer des systèmes de stockage d'énergie à grande échelle pour les réseaux électriques. De 2020 à 2021, il a été conseiller stratégique chez Investissement Québec et avait pour mission d'établir une filière batteries allant de l'exploitation minière aux véhicules électriques. Il fut simultanément professeur de pratique à l'Université McGill au département du Génie minier et des Matériaux,. En 2022, il a rejoint l'Université Concordia en tant que professeur de génie chimique et des matériaux. En 2023, Karim Zaghib a été nommé PDG de l'initiative "Volt-Age: Electrifying Society" de l'Université Concordia. Cette initiative est soutenue par une subvention de recherche de 123 millions de dollars, plus grande subvention de l'histoire de Concordia accordée par le gouvernement du Canada. L'objectif du programme est de développer des technologies et des solutions pour l'électrification de la société et la décarbonation des communautés. Dans le cadre de cette initiative, le professeur Zaghib travaillera avec des chercheurs de divers domaines et universités sur des projets liés à l'électrification, y compris les systèmes énergétiques, les transports et les bâtiments intelligents. Le 29 novembre 2023, il est nommé Personnalité de l'année par le magazine d'information québécois l'Actualité pour sa contribution dans le développement de la filière québécoise de fabrication de batteries électriques.

## Recherche
Les recherches de Karim Zaghib portent sur les batteries rechargeables, les dispositifs électrochromes et l'électrochimie des matériaux carbonés. Au cours de ses études de doctorat, il a développé des alliages aluminium - manganèse - lithium dans des sels fondus comme électrode négative pour les batteries lithium-ion et a étudié la réaction du déplacement du cuivre et du zinc. Il a publié une nouvelle méthode pour améliorer l'électrodéposition des métaux (cimentation assistée par électrolyse) dans Electrochimica Acta. Dans le cadre du projet New Sunshine, il a développé des fibres de carbone cultivées en phase vapeur comme électrode négative et a identifié des additifs et des électrolytes polymères solides et gels pour les batteries Li-ion avec DKS, Japon.
À Hydro-Québec, Karim Zaghib a entamé une collaboration avec le professeur Michel Armand sur les nouveaux matériaux et électrolytes pour batteries et avec le professeur Kim Kinoshita du Laboratoire national Lawrence-Berkeley pour comprendre l'oxydation et la perte de capacité irréversible en fonction de la taille des particules du graphite naturel en proposant plusieurs modèles pour considérer le rôle du plan basal et des sites de bord. Il a introduit les anodes nanostructurées Li 4 Ti 5 O 12 (LTO) pour les batteries lithium-ion et à semi-conducteurs et de nouvelles batteries Li-ion solides à base de métal déployé avec un polymère solide ou un électrolyte gel en combinaison avec des matériaux cathodiques 3V et 4V et du LTO. Sa collaboration avec le professeur Armand a conduit à l'invention du supercondensateur hybride utilisant des électrodes négatives LTO et positives au carbone, la cathode LiFePO 4 recouverte de carbone qui a permis la batterie commerciale au lithium fer phosphate, et la classe LiFSI de liquides et électrolytes ioniques.
Au cours des 28 dernières années, Karim Zaghib a collaboré activement avec le prix Nobel de chimie 2019, le professeur John B. Goodenough de l'Université du Texas à Austin, le professeur Michel Armand, le professeur Christian Julien et le professeur Alain Mauger de Sorbonne-Université pour développer des matériaux cathodiques à base d'olivine et de silicate pour les batteries Li-ion. Hydro-Québec et l'Université du Texas à Austin se sont associés pour commercialiser la cathode LiFePO 4. Karim Zaghib a également collaboré avec le chercheur Michael Thackeray du Laboratoire national d'Argonne sur la commercialisation des anodes de nanotitanate de lithium spinelle (LTO).
Il a co-écrit le manuel Lithium Batteries : Science and Technology publié par Springer, traduit en chinois,. Le livre offre une compréhension approfondie des batteries au lithium, en explorant la physique de l'état solide, la chimie et l'électrochimie essentielles à leur technologie et recherche, tout en étudiant les matériaux, les considérations de sécurité et en fournissant des perspectives pour les scientifiques, étudiants et ingénieurs sur les fondamentaux et interactions entre les composants de la batterie.

## Récompenses et honneurs
- Prix de recherche 2008 de l'International Electric Research Exchange (IERE) [4]
- Prix de recherche 2010 de la Division des technologies énergétiques de l'Electrochemical Society [25]
- Prix de recherche de l'Association internationale des batteries 2010 [26]
- Élu membre de l'Electrochemical Society en 2011 [27]
- Prix 2013 de la Division Technologie de l'Énergie de l'Electrochemical Society [28]
- Classé parmi les esprits scientifiques les plus influents au monde/chercheurs les plus cités en 2015, 2016, 2017, Thomson Reuters et Clarivate Analytics [29]
- Élu Fellow de l'Académie canadienne du génie en 2017 [30]
- Prix Québec - Japon des affaires 2017 du Forum des affaires Québec-Japon [31]
- Prix de technologie de l'Association internationale des batteries 2017 [26]
- Prix Lionel-Boulet du gouvernement du Québec[31]
- Élu membre de la Société royale du Canada en 2021[32]
- Prix Kalev-Pugi 2022 de la Société de l'industrie chimique[33]
- Élu membre de la Royal Society of Chemistry en 2023[34]
- Prix 2024 de recherche de la Division Batteries de l'Electrochemical Society[35]
- Officier de l'Ordre du Canada[36]